# Telshe yeshiva

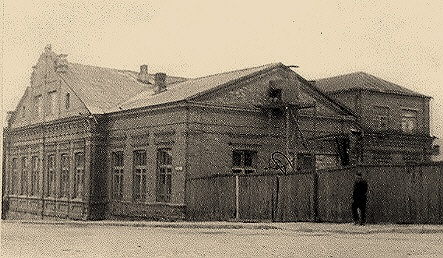
Telshe yeshiva

Telshe yeshiva var en känd östeuropeisk yeshiva, som grundades i den litauiska staden Telšiai 1875 för att erbjuda religiös utbildning till unga judiska män. Efter andra världskriget flyttades yeshivan till Wickliffe, Ohio i USA och är för tillfället känd som Rabbinical College of Telshe.